# Liste der Monuments historiques in Chambœuf (Côte-d’Or)
Die Liste der Monuments historiques in Chambœuf führt die Monuments historiques in der französischen Gemeinde Chambœuf auf.

## Liste der Objekte
| Bezeichnung               | Beschreibung                                                                        | Standort                       | Kennzeichnung | Schutzstatus | Datum | Bild |
| ------------------------- | ----------------------------------------------------------------------------------- | ------------------------------ | ------------- | ------------ | ----- | ---- |
| Skulptur Erzengel Michael | Aufsatz eines Prozessionsstabs; Holz, farbig gefasst und vergoldet, 18. Jahrhundert | in der Kirche St-Michel (Lage) | PM21000490    | Classé       | 1976  |      |
| Sechs Leuchterengel       | Keramik, Kupfer, 19. Jahrhundert                                                    | in der Kirche St-Michel (Lage) | PM21003593    | Inscrit      | 1977  |      |